# 星穗莎属
星穗莎属（学名：Actinoschoenus）为莎草科的一个属，共3种，主要分布在非洲、西印度洋地区、亚洲南部至澳大利亚北部等地。

## 形态特征
星穗莎属为多年生草本植物，具短根状茎或匍匐茎，秆密集成丛生长。其叶片呈舌状，通常较短或缺乏叶片。该属植物的总苞相对较小，花序呈头状，包含2至多个小穗。鳞片排列成两列，花为两性花，具三枚雄蕊。花柱基部明显膨大，且不宿存，柱头为三裂。其小坚果表面光滑或带有稍微的瘤状凸起。

## 下属物种
本属已知有3种：
- 星穗莎 Actinoschoenus aphyllus (Vahl) Larridon
- Actinoschoenus repens J.Raynal
- 云南星穗莎 Actinoschoenus yunnanensis (C.B.Clarke) Y.C.Tang